# Бремсебек
Бремсебек  (швед. Brömsebäck) — мала річка на півдні Швеції, у лені Блекінге. Впадає у Балтійське море за 7,5 км північніше села Крістіанупель. Довжина річки становить 23 км. До 1658 року річкою проходила частина дансько-шведського кордону. На невеличкому острові на річці 1645 року між Данією і Швецією було підписано Бромсебрукський мирний договір.

## Назва
Походження назви річки Бремсебек є неоднозначним. Разом з тим вона пов'язана, безумовно, з назвою села Бремс, у 1366 році назва писалася Brems, що тепер розташоване на кордоні ленів Блекінге і Кальмар, де за середньовіччя було прикордонне укріплення Бремсехус.